# ديف رايلي
ديف رايلي (بالإنجليزية: Dave Riley)‏ هو موسيقي وكاتب أمريكي، ولد في 1960 في ديترويت في الولايات المتحدة.

## وصلات خارجية
- ديف رايلي على موقع ميوزك برينز (الإنجليزية)
- ديف رايلي على موقع إن إن دي بي (الإنجليزية)
- ديف رايلي على موقع أول ميوزيك (الإنجليزية)
- ديف رايلي على موقع ديسكوغز (الإنجليزية)